# Abel Lourenço Chocolate
Abel Lourenço Chocolate é um político angolano do MPLA e membro da Assembleia Nacional de Angola.